# Kleine boogbladroller
De kleine boogbladroller (Acleris forsskaleana) is een vlinder uit de familie van de bladrollers (Tortricidae). De spanwijdte van de vlinder bedraagt tussen de 12 en 17 millimeter. De soort overwintert als rups.

## Waardplanten
De kleine boogbladroller heeft de Spaanse aak en esdoorn als waardplanten.

## Verspreiding in Nederland en België
De kleine boogbladroller is in Nederland en in België een vrij algemene soort, die verspreid over het hele gebied kan worden gezien. In Nederland is de soort pas in 1905 voor het eerst gezien. De soort vliegt van juni tot september.